# هوارد كوش
هوارد كوش (بالإنجليزية: Howard E. Koch)‏ هو كاتب سيناريو وكاتب أمريكي، ولد في 12 ديسمبر 1901 في نيويورك في الولايات المتحدة، وتوفي في 17 أغسطس 1995 في كينغستون في الولايات المتحدة.

## وصلات خارجية
- هوارد كوش على موقع IMDb (الإنجليزية)
- هوارد كوش على موقع الموسوعة البريطانية (الإنجليزية)
- هوارد كوش على موقع ألو سيني (الفرنسية)
- هوارد كوش على موقع ميوزك برينز (الإنجليزية)
- هوارد كوش على موقع أول موفي (الإنجليزية)
- هوارد كوش على موقع قاعدة بيانات برودواي على الإنترنت (الإنجليزية)
- هوارد كوش على موقع قاعدة بيانات برودواي على الإنترنت (الإنجليزية)
- هوارد كوش على موقع قاعدة بيانات الأفلام السويدية (السويدية)
- هوارد كوش على موقع قاعدة بيانات الفيلم (الإنجليزية)
- هوارد كوش على موقع كينوبويسك (الروسية)